# آکیرا هایاشی
آکیرا هایاشی (به انگلیسی: Akira Hayashi) (زادهٔ ۱۶ سپتامبر ۱۹۷۴) شناگر اهل ژاپن است.